# 타라 킬리언
타라 킬리언(Tara Killian, 1977년 6월 21일 ~ )은 미국의 배우, 텔레비전 배우, 영화배우이다.
컬럼비아에서 태어났다.

## 영화
- 아메리칸 파이 4 - 썸머 캠프 (2005년) - 패티 역
- 미스터 픽스 잇 (2005년)
- 피의 복수 (2004년) - 에이미 언더힐 역
- 캐리 2 (1999년)